# Tobias Barreto
Tobias Barreto est une municipalité brésilienne située dans l'État du Sergipe.